# Mad Shadows
Mad Shadows — второй студийный альбом британской рок-группы Mott the Hoople, выпущенный 25 сентября 1970 года.

## Об альбоме
В Великобритании альбом вышел на Island Records (каталожный номер ILPS 9119), а в США на Atlantic Records (каталожный номер SD 8272).
Впоследствии он был переиздан лейблом Angel Air в 2003 году (SJPCD158). Как и дебютный альбом группы, Mad Shadows был спродюсирован Гаем Стивенсом.

## Критический приём
| Оценки критиков | Оценки критиков |
| Источник        | Оценка          |
| --------------- | --------------- |
| AllMusic        | [ 2 ]           |
| Rolling Stone   | Без оценки      |

Стивен Томас Эрлевайн из AllMusic дал альбому две звезды из пяти, заявив: 

Если их дебютный альбом Mott the Hoople весело разносился по всему миру, то их второй, Mad Shadows, имеет одно направление — вниз, в густую тьму.
Оригинальный тираж достиг 48-го места в UK Albums Chart в октябре 1970 года.

## Список композиций
Слова и музыка всех песен — Иэн Хантер.
| №  | Название                  | Длительность |
| -- | ------------------------- | ------------ |
| 1. | «Thunderbuck Ram»         | 4:50         |
| 2. | «No Wheels to Ride»       | 5:50         |
| 3. | «You Are One of Us»       | 2:26         |
| 4. | «Workin' with a Mountain» | 3:49         |

| №                   | Название              | Длительность |
| ------------------- | --------------------- | ------------ |
| 5.                  | «I Can Feel»          | 7:13         |
| 6.                  | «Threads of Iron»     | 5:12         |
| 7.                  | «When My Mind's Gone» | 6:31         |
| Общая длительность: | Общая длительность:   | 35:51        |

### Бонус-треки на перевыпуске 2003 г.
| №   | Название                                    | Автор(ы)      | Длительность |
| --- | ------------------------------------------- | ------------- | ------------ |
| 10. | «It Would Be a Pleasure»                    | Ральфс        | 1:50         |
| 11. | «How Long? (Death May Be Your Santa Claus)» | Хантер, Аллен | 3:54         |

## Участники записи
Mott The Hoople
- Иэн Хантер — вокал, ритм-гитара, фортепиано
- Мик Ральфс — соло-гитара, бэк-вокал, совокал (6)
- Пит Уоттс — бас-гитара, бэк-вокал
- Дейл Гриффин — ударные, бэк-вокал
- Верден Аллен — орган, бэк-вокал

Дополнительный персонал
- Гай Стивенс — фортепиано, перкуссия

Технический персонал
- Гай Стивенс — продюсер
- Энди Джонс — инженер
- Джинни Смит, Питер Сандерс — дизайн обложки
- Габи Насеман — фотография на обложке

## Хит-парад
| Год  | Хит-парад             | Позиция | Недель в хит-параде |
| ---- | --------------------- | ------- | ------------------- |
| 1970 | Официальный хит-парад | 48      | 2                   |